# Husrygg
Husrygg är ett 38 hektar stort naturreservat och Natura 2000-område i Sundre socken på södre Gotland.
Husrygg är den västra klintkanten från Gotlands södra spets Hoburgen upp till Gervalds. Klintkanten har här överlagrats med grus och liknar därför mest en rullstensås. Här förekommer den i Sverige annars ovanliga våradonisen. Efter gammalt har man här brutit sandsten för slipstenstillverkning, och i liten skala förekommer ännu brytning.
Från Husryggs högsta punkt har man en vidsträckt utsikt över Storsudret. Platsen är ett populär observationsplats av de fåglar som under flyttningstider passerar Gotland. I buskage nedanför klinten rastar småfåglar, och under hösten passera många rovfåglar. Sparvhök, ormvråk och fjällvråk är vanligast, men även kungsörn, havsörn och pilgrimsfalk förekommer tämligen ofta. Under försommaren kan man sällsynt se brun glada, ängshök och aftonfalk. Under vintertid gästar stora mängder sjöfågel området, däribland den sällsynta alförrädaren och skärsnäppan.
Mellan Husrygg och naturreservatet Vaktbackar ligger flyttblocket Gullstainen av rapakivigranit.

## Historik
Flyttblocket Gullstainen utsågs till naturminne 1914. Naturreservatet bildades 1949.

## Bilder

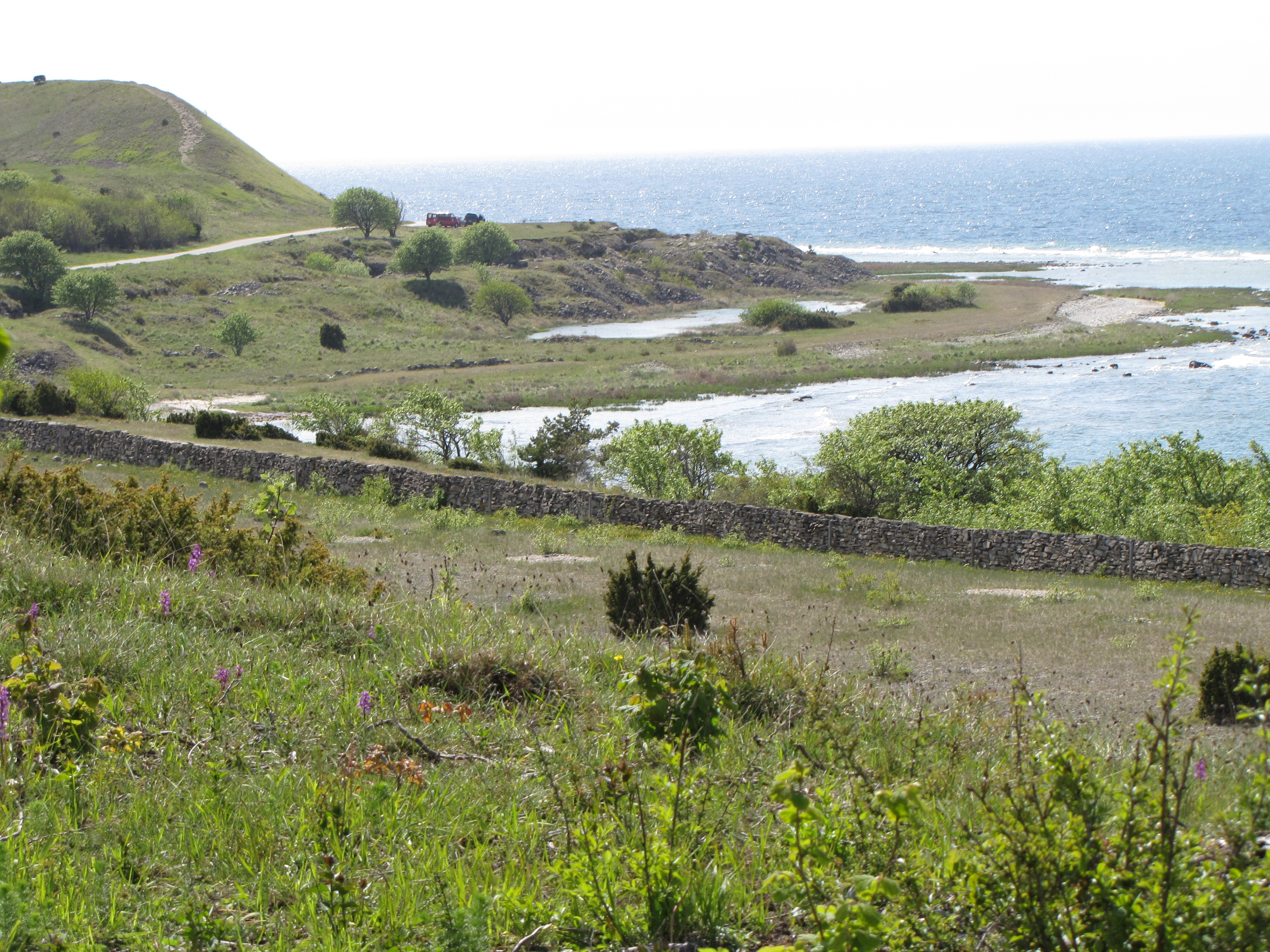
Strandremsan längs Husrygg. Vy mot söder.
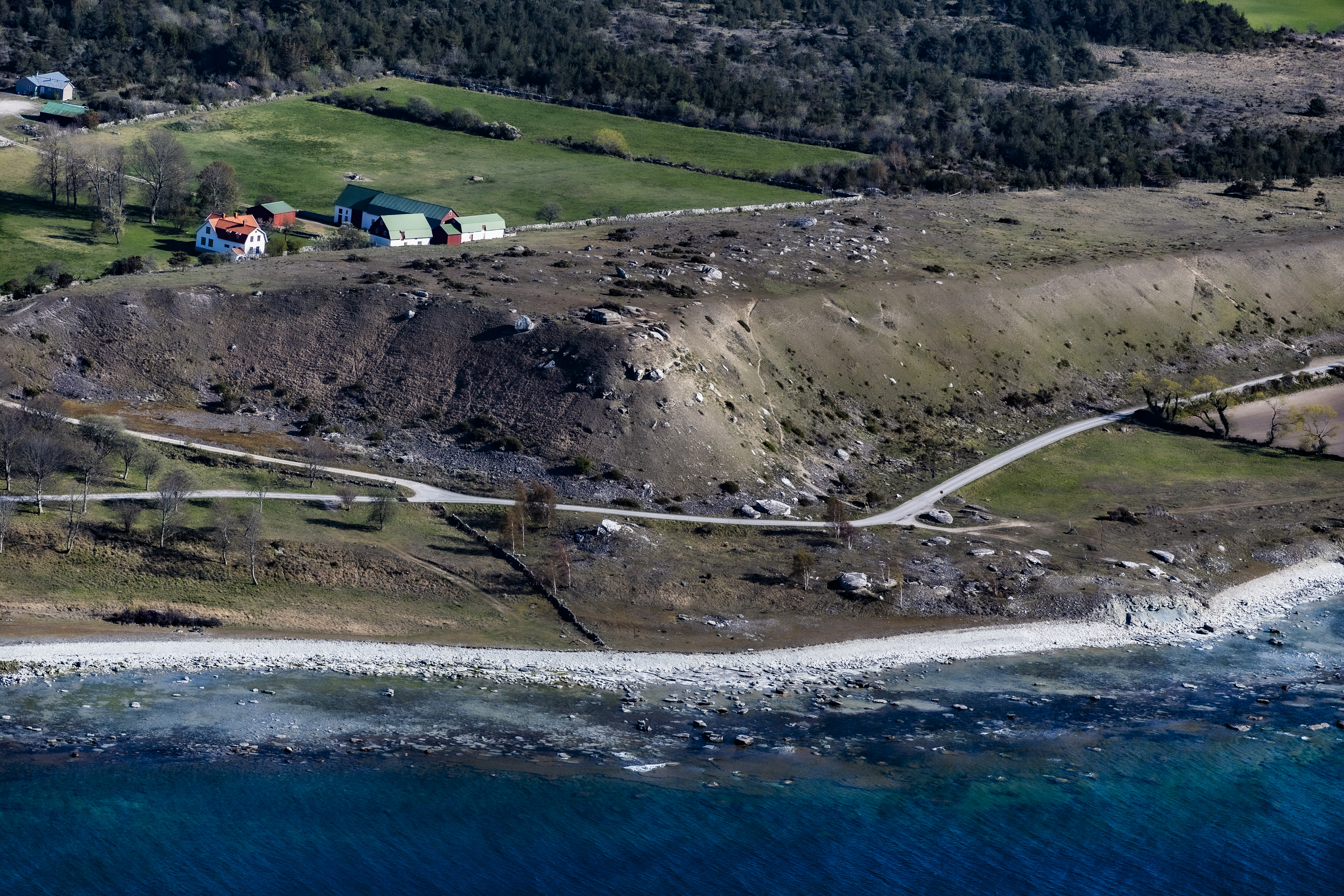
Flygbild.
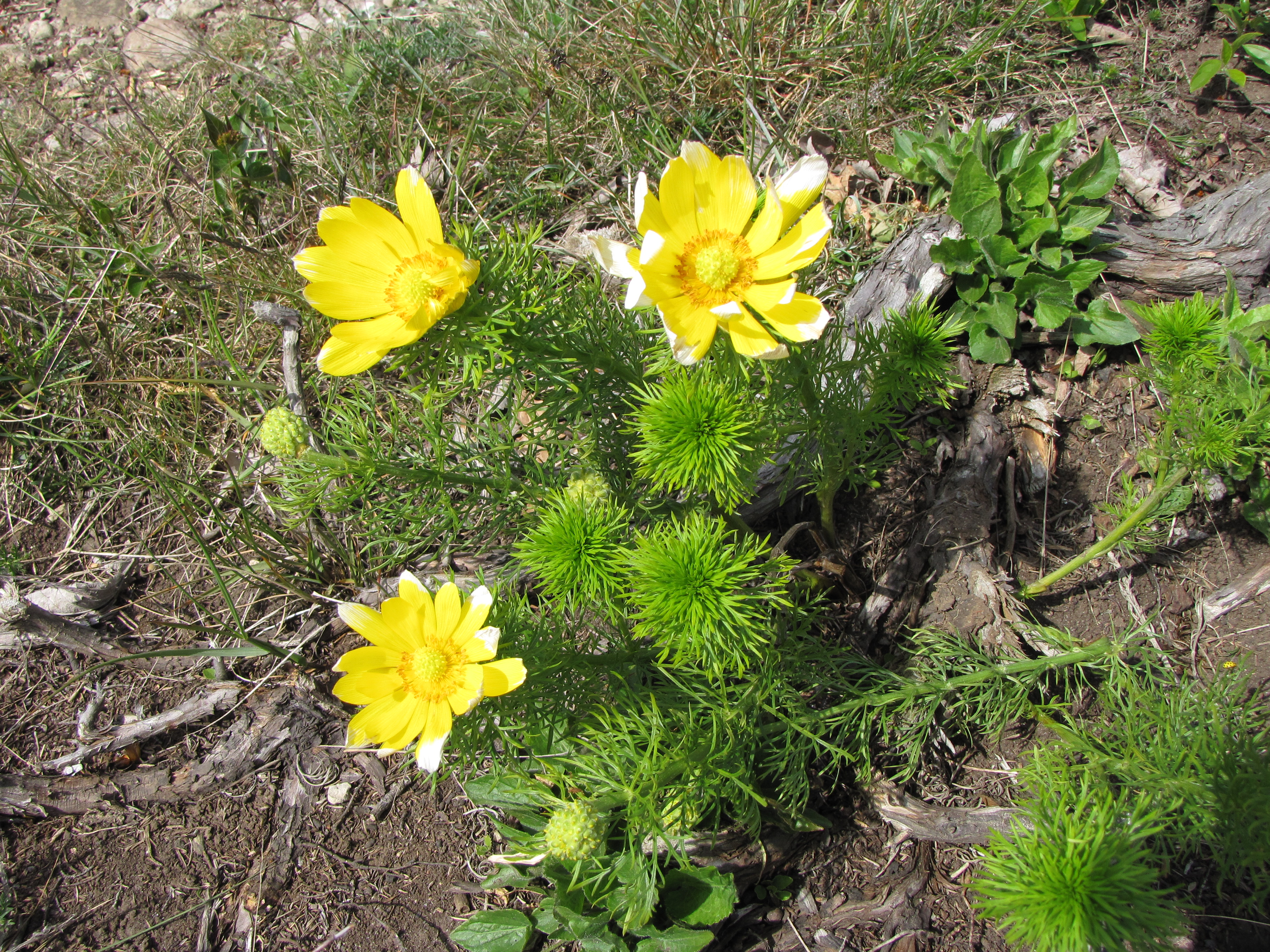
Våradonis i Husrygg.